# سیارک ۵۸۱۶۳
سیارک ۵۸۱۶۳ (به انگلیسی: 58163 Minnesang، نامگذاری:1989UJ7) پنجاه و هشت هزار و صد و شصت و سومین سیارک کشف شده‌است که در ۲۳ اکتبر ۱۹۸۹ کشف شد.